# Max Niederbacher
 Max Niederbacher (* 22. Juni 1899 in Pfalzgrafenweiler; † 16. Mai 1979) war ein deutscher Fußballspieler.

## Spielerkarriere

### Vereine
Der aus dem Schwarzwald stammende Niederbacher gehörte von 1924 bis 1930 dem FC Stuttgarter Kickers an und spielte in der Bezirksliga Württemberg/Baden, eine der höchsten Spielklassen im Süddeutschen Fußball-Verband; am Ende seiner Premierensaison gewann er bereits seinen ersten Titel. In der Endrunde um die Süddeutsche Meisterschaft belegte er mit den Stuttgartern unter fünf Vereinen den vierten Platz. Am Ende der Saison 1927/28 ging er mit seiner Mannschaft als Sieger der Gruppe Württemberg hervor und belegte in der Finalrunde um die Süddeutsche Meisterschaft unter acht Vereinen den fünften Platz.
Nachdem er die Saison 1930/31 für den Stadtrivalen Stuttgarter SC in der zweitklassigen Kreisliga absolviert hatte, wechselte er zur Saison 1931/32 zum Schweizer Nationalligisten FC Biel-Bienne, in dessen Stadt im Kanton Bern er auch sesshaft wurde.

### Nationalmannschaft
Am 21. Juni 1925 bestritt er für die A-Nationalmannschaft sein einziges Länderspiel, das in Stockholm mit 0:1 gegen die Nationalmannschaft Schwedens verloren wurde.

## Erfolge
- Württembergisch/Badischer Meister 1925

## Trainerkarriere
Seinen ehemaligen Verein Stuttgarter SC trainierte er in der Saison 1939/40 in der Gauliga Württemberg.